# Kuduzulusch I.
Kuduzulusch I. war ein elamitischer Herrscher (mit den Titeln sukal von Susa und sullamah), der um 1700 v. Chr. regierte (seine absolute chronologische Einordnung hängt von der absoluten chronologischen Einordnung Hammurapis ab). Er wird wie Siwe-Palar-Khuppak als 'Schwestersohn' des Shiruktuh bezeichnet. Aufgrund der sehr geringen Anzahl von Inschriften, die ihn nennen, ist nur wenig über ihn bekannt.
Siehe: Liste der Könige von Elam